# 콘월 국민주의

콘월 기(旗)

콘월 국민주의(Cornish nationalism)란 콘월인이 잉글랜드인과 구분되는 집단이라는 운동이며, 이들은 콘월이 잉글랜드에서 독립하여 자치(自治)하기를 추구하는 사회 운동인 콘월 자치운동을 지지하는 경우가 많다. 이 운동의 지지자들은 콘월은 잉글랜드의 주(州; county)가 아니고(그러나 현재 법적으로는 콘월은 잉글랜드의 한 주이다.) 공국(公國; duchy)이며, 잉글랜드와 공식적으로 합병령을 통해 합병된 바 없는 별개의 나라라고 주장한다. 콘월이 잉글랜드와는 분리된 법적 단위(legal entity)가 되어야 한다는 주장을 펴는 사람들은, 이 운동의 주장이 콘월이 영국(United Kingdom)으로부터 완전히 독립하는 것을 의미하지는 않는다고 말한다. 이 운동은 대개 그보다도 콘월이 영국의 (잉글랜드, 스코틀랜드, 북아일랜드, 웨일스에 이은) 다섯 번째 구성국(홈 네이션스)으로 인정 받기를 추구하는 쪽에 가깝다.
이 운동의 일부 지지자는 콘월에서 잉글랜드 법률이 지니는 법적인 효력에 의문을 제기한다. 왜냐하면 옛 잉글랜드 의회는 한 번도 콘월에 대한 합병령을 통과시킨 바 없기 때문이다(물론 이 문제 제기의 타당성은 영국 내에서 널리 인정 받지는 못하고 있다.).
2004년 채널 4의 대안의 크리스마스 메시지에서 심슨 가족의 리사 심슨이 “Rydhsys rag Kernow lemmyn”(지금 콘월에 자유를)을 외치고 손에는 “UK OUT OF CORNWALL”(영국은 콘월을 떠나라)라고 쓰인 플래카드를 들고 있는 장면이 방송되었다. 이것은 포스트모더니즘적인 풍자였는데, 이 방송 덕분에 콘월 자치 운동은 예기치 않은 홍보 효과를 누리게 되었다.

## 정치 운동
이 운동의 주도 정당으로 메뵨 케르노(콘월어: Mebyon Kernow)가 있다.

## 같이 보기
- 콘월주
- 잉글랜드
- 영국